# II liga polska w piłce nożnej (1980/1981)
II liga 1980/1981 – 33. edycja rozgrywek drugiego poziomu ligowego piłki nożnej mężczyzn w Polsce. Wzięły w nich udział 32 drużyny, grając w dwóch grupach systemem kołowym. Sezon ligowy rozpoczął się w sierpniu 1980, ostatnie mecze rozegrano w czerwcu 1981.
| Poziomy rozgrywkowe w sezonie 1980/1981 | Poziomy rozgrywkowe w sezonie 1980/1981 | Poziomy rozgrywkowe w sezonie 1980/1981 |
| Rozgrywki                               | P                                       | Nazwa                                   |
| --------------------------------------- | --------------------------------------- | --------------------------------------- |
| Centralne                               | I                                       | I liga                                  |
| Centralne                               | II                                      | II liga (2 grupy)                       |
| Makroregionalne                         | III                                     | III Liga (4 grupy)                      |
| Okręgowe (49 okręgów)                   | IV                                      | Liga okręgowa                           |
| Okręgowe (49 okręgów)                   | V                                       | A klasa                                 |
| Okręgowe (49 okręgów)                   | VI                                      | B klasa                                 |

## Drużyny

### Grupa I
| Uczestnicy poprzedniej edycji | Uczestnicy poprzedniej edycji |
| ----------------------------- | ----------------------------- |
| Zagłębie Wałbrzych            | 2                             |
| Stal Stocznia Szczecin        | 3                             |
| Górnik Wałbrzych              | 4                             |
| Stoczniowiec Gdańsk           | 5                             |
| Lechia Gdańsk                 | 6                             |
| Piast Gliwice                 | 7                             |
| Pogoń Szczecin                | 8                             |

| Moto Jelcz Oława           | 9  |
| Olimpia Poznań             | 10 |
| Stilon Gorzów Wielkopolski | 11 |
| ROW Rybnik                 | 12 |
| Spadek z I ligi 1979/1980  |    |
| GKS Katowice               | 15 |

| grupa I                  |   |
| Gwardia Koszalin         | 1 |
| grupa VI                 |   |
| Kryształ Stronie Śląskie | 1 |
| grupa VII                |   |
| Arkonia Szczecin         | 1 |
| grupa VIII               |   |
| Wisła Płock              | 1 |

### Grupa II
| Uczestnicy poprzedniej edycji | Uczestnicy poprzedniej edycji |
| ----------------------------- | ----------------------------- |
| Gwardia Warszawa              | 2                             |
| Broń Radom                    | 3                             |
| Cracovia                      | 4                             |
| Stal Stalowa Wola             | 5                             |
| Resovia                       | 6                             |
| Radomiak Radom                | 7                             |
| GKS Tychy                     | 8                             |

| Hutnik Nowa Huta               | 9  |
| RKS Ursus                      | 10 |
| Star Starachowice              | 11 |
| Concordia Piotrków Trybunalski | 12 |
| Spadek z I ligi 1979/1980      |    |
| Polonia Bytom                  | 16 |

| grupa II              |   |
| Jagiellonia Białystok | 1 |
| grupa III             |   |
| Błękitni Kielce       | 1 |
| grupa IV              |   |
| Stal Rzeszów          | 1 |
| grupa V               |   |
| Górnik Knurów         | 1 |

## Rozgrywki
Uczestnicy obu grup rozegrali po 30 kolejek ligowych (razem 240 spotkań) w dwóch rundach: jesiennej i wiosennej. Mistrzowie grup uzyskali awans do I ligi, zaś do III ligi spadły drużyny z miejsc 13–16.

### Grupa I – tabela
| Lp. | Drużyna                      | M  | Z  | R  | P  | Bramki | Bramki | Różn. | Pkt | Uwagi                            | Bezpośrednio            |
| --- | ---------------------------- | -- | -- | -- | -- | ------ | ------ | ----- | --- | -------------------------------- | ----------------------- |
| 1   | Pogoń Szczecin (M) (A)       | 30 | 19 | 3  | 8  | 67     | 26     | +41   | 41  | Awans do I ligi                  |                         |
| 2   | Piast Gliwice                | 30 | 16 | 7  | 7  | 42     | 24     | +18   | 39  |                                  |                         |
| 3   | Stilon Gorzów Wielkopolski   | 30 | 12 | 10 | 8  | 33     | 30     | +3    | 34  | STI–GKS 1:0 GKS–STI 0:1          |                         |
| 4   | GKS Katowice                 | 30 | 12 | 10 | 8  | 33     | 25     | +8    | 34  | STI–GKS 1:0 GKS–STI 0:1          |                         |
| 5   | Zagłębie Wałbrzych           | 30 | 11 | 11 | 8  | 33     | 24     | +9    | 33  |                                  |                         |
| 6   | Stoczniowiec Gdańsk          | 30 | 11 | 9  | 10 | 36     | 41     | −5    | 31  | STG: 5 pkt LEC: 4 pkt STS: 3 pkt |                         |
| 7   | Lechia Gdańsk                | 30 | 10 | 11 | 9  | 31     | 29     | +2    | 31  | STG: 5 pkt LEC: 4 pkt STS: 3 pkt |                         |
| 8   | Stal Stocznia Szczecin       | 30 | 11 | 9  | 10 | 32     | 30     | +2    | 31  | STG: 5 pkt LEC: 4 pkt STS: 3 pkt |                         |
| 9   | Olimpia Poznań               | 30 | 9  | 12 | 9  | 26     | 31     | −5    | 30  | OLI–ROW 1:0 ROW–OLI 0:0          |                         |
| 10  | ROW Rybnik                   | 30 | 11 | 8  | 11 | 36     | 34     | +2    | 30  | OLI–ROW 1:0 ROW–OLI 0:0          |                         |
| 11  | Wisła Płock                  | 30 | 11 | 7  | 12 | 33     | 38     | −5    | 29  | Przeniesiona do grupy II         |                         |
| 12  | Górnik Wałbrzych             | 30 | 8  | 11 | 11 | 30     | 39     | −9    | 27  |                                  |                         |
| 13  | Arkonia Szczecin (S)         | 30 | 10 | 6  | 14 | 42     | 44     | −2    | 26  | Spadek do III ligi               |                         |
| 14  | Moto Jelcz Oława (S)         | 30 | 8  | 9  | 13 | 29     | 38     | −9    | 25  | Spadek do III ligi               | MOT–GWK 2:1 GWK–MOT 1:0 |
| 15  | Gwardia Koszalin (S)         | 30 | 7  | 11 | 12 | 18     | 30     | −12   | 25  | Spadek do III ligi               | MOT–GWK 2:1 GWK–MOT 1:0 |
| 16  | Kryształ Stronie Śląskie (S) | 30 | 5  | 4  | 21 | 27     | 65     | −38   | 14  | Spadek do III ligi               |                         |

### Grupa II – tabela
| Lp. | Drużyna                            | M  | Z  | R  | P  | Bramki | Bramki | Różn. | Pkt | Uwagi                            | Bezpośrednio       |
| --- | ---------------------------------- | -- | -- | -- | -- | ------ | ------ | ----- | --- | -------------------------------- | ------------------ |
| 1   | Gwardia Warszawa (M) (A)           | 30 | 19 | 4  | 7  | 48     | 17     | +31   | 42  | Awans do I ligi                  |                    |
| 2   | Hutnik Nowa Huta                   | 30 | 18 | 5  | 7  | 48     | 25     | +23   | 41  |                                  |                    |
| 3   | Polonia Bytom                      | 30 | 14 | 10 | 6  | 38     | 23     | +15   | 38  |                                  |                    |
| 4   | Resovia                            | 30 | 16 | 5  | 9  | 34     | 29     | +5    | 37  |                                  |                    |
| 5   | GKS Tychy                          | 30 | 14 | 7  | 9  | 33     | 22     | +11   | 35  | Przeniesiona do grupy I          |                    |
| 6   | Stal Rzeszów                       | 30 | 11 | 11 | 8  | 33     | 29     | +4    | 33  |                                  |                    |
| 7   | Błękitni Kielce                    | 30 | 13 | 5  | 12 | 30     | 22     | +8    | 31  |                                  |                    |
| 8   | Stal Stalowa Wola                  | 30 | 11 | 8  | 11 | 35     | 32     | +3    | 30  |                                  |                    |
| 9   | Górnik Knurów                      | 30 | 11 | 6  | 13 | 30     | 35     | −5    | 28  | GÓR: 5 pkt CRA: 4 pkt RAD: 3 pkt |                    |
| 10  | Cracovia                           | 30 | 10 | 8  | 12 | 34     | 38     | −4    | 28  | GÓR: 5 pkt CRA: 4 pkt RAD: 3 pkt |                    |
| 11  | Radomiak Radom                     | 30 | 10 | 8  | 12 | 30     | 25     | +5    | 28  | GÓR: 5 pkt CRA: 4 pkt RAD: 3 pkt |                    |
| 12  | Broń Radom                         | 30 | 8  | 9  | 13 | 29     | 39     | −10   | 25  | BRO–URS 2:0 URS–BRO 0:1          |                    |
| 13  | RKS Ursus (S)                      | 30 | 10 | 5  | 15 | 32     | 45     | −13   | 25  | BRO–URS 2:0 URS–BRO 0:1          | Spadek do III ligi |
| 14  | Concordia Piotrków Trybunalski (S) | 30 | 7  | 8  | 15 | 36     | 45     | −9    | 22  |                                  | Spadek do III ligi |
| 15  | Jagiellonia Białystok (S)          | 30 | 7  | 6  | 17 | 22     | 55     | −33   | 20  |                                  | Spadek do III ligi |
| 16  | Star Starachowice (S)              | 30 | 6  | 5  | 19 | 21     | 52     | −31   | 17  |                                  | Spadek do III ligi |